# Кундрючкин
Кундрючкин — хутор в Серафимовичском районе Волгоградской области.
Входит в состав Теркинского сельского поселения

## География
Хутор расположен на западе области. На хуторе имеется одна улица: Ягодная.

## Население
| 2010 | 2014 | 2015 |
| ---- | ---- | ---- |
| 11   | ↘10  | →10  |